# DirectAdmin
DirectAdmin — панель управления веб-хостингом, созданная в 2003 году Канадской компанией JBMC Software. DirectAdmin широко используется западными и российскими хостинг-провайдерами.

## Технология[3]
Панель управления DirectAdmin поддерживает операционные системы:
- FreeBSD
- GNU/Linux (дистрибутивы CentOS, Red Hat, Fedora, Debian).

И работает с программным обеспечением:
- MySQL
- Dovecot
- Exim
- Apache
- PHP
- Perl
- BIND

Также, DirectAdmin имеет открытый API и возможность написания собственных скриптов для автоматизации процессов.

## История
Первая публичная версия (0.95) DA увидела свет 1 марта 2003 года. На данный момент последней стабильной версией панели управления является 1.55 представленная 7 декабря 2018 года.

## Возможности
- Управление сервером (запуск\остановка доменов, настройка системы).
- Управление сайтами клиентов (virtual-hosts, DNS).
- Управление учетными записями пользователей.
- Создание реселлеров услуг.
- Управление резервным копированием (в том числе — на удаленный сервер).
- Контроль состояния сервера.
- Поддержка сертификатов LetsEncrypt (начиная с версии 1.5)

## Преимущества и недостатки
Преимуществами DirectAdmin являются:
- Скорость работы и нетребовательность к ресурсам сервера.
- Большой спектр поддерживаемых операционных систем и дистрибутивов.
- Низкая стоимость.
- Простота использования.

Недостатками являются:
- Отсутствие официальной поддержки на русском языке.